# Gorenja Žaga
Gorenja Žaga je naselje v Občini Kostel.